# Дитце, Константин фон
Фридрих Карл Николаус Константин фон Дитце, более известный как Константин фон Дитце (нем. Friedrich Carl Nicolaus Constantin von Dietze; 9 августа 1891, Готтенсгнаден, Кальбе (Заале) — 18 марта 1973, Фрайбург-им-Брайсгау, Брайсгау) — немецкий агроном, юрист, экономист и теолог. Во времена нацистского режима он был членом как Исповедующей церкви, так и «Фрайбургского кружка».

## Биография

### Ранняя жизнь
Фридрих Карл Николаус Константин фон Дитце родился в районе города Кальбе, Готтесгнадене, в семье бывшего ротмистра Константина фон Дитце от брака с Иоганной Гюнделль. Его дед, Адольф фон Дитце-Барби, был близким другом Отто фон Бисмарка и консервативным членом Палаты представителей Пруссии. Дитце учился в Земельной школе Пфорта и изучал юриспруденцию с намерением когда-нибудь работать либо в администрации, либо в дипломатии. Он учился в университетах Кембриджа, Тюбингена и Галле-на-Заале.

### Первая мировая война
После года добровольной военной службы Дитце вступил в Первую мировую войну в звании лейтенанта. Он попал в российский плен в 1915 году и отправлен в лагерь для военнопленных в Сибири, где выучил русский язык и начал читать экономические труды. Он был освобождён три года спустя после Русской революции и вернулся в Германию. После возвращения в Германию Дитце возобновил учёбу в Университете Бреслау, где в 1919 году получил степень доктора политических наук за свою работу о столыпинской аграрной реформе.

### Оппозиция нацистам
На протяжении 1920-х годов Дитце работал профессором в университетах Геттингена, Ростока и Йены. 1 апреля 1933 года он покинул Йенский университет и переехал в Берлин в качестве преемника экономиста Макса Серинга в Берлинском университете. В течение своего первого года в Берлине, Дитце вступил в контакт со многими ведущими политиками, включая Ганса Керрла и Роланда Фрейслера.
Дитце, не теряя времени, зарекомендовал себя как противник нацистского режима, присоединившись к Исповедующей церкви и постоянно выражая свое неодобрение политике министра продовольствия Рихарда Дарре. В результате в 1934 году нацисты закрыли Институт сельскохозяйственного и жилищного строительства.
Будучи президентом Союза социальной политики, Дитце действовал непосредственно против нацистского режима, предоставив еврейскому докторанту докторскую степень в 1935 году. Он защитил его от отчисления из университета до окончания его докторской степени.
После переезда во Фрайбург-им-Брайсгау в 1936 году, чтобы заменить Карла Диля во Фрайбургском университете, Дитце стал все более активным в оппозиции нацистам. Он был арестован и содержался в плену гестапо в течение двух недель в 1937 году после конфликта с «немецкими христианами», в ходе которого он сообщил посетителям, посещавшим церковь, об аресте пастора Исповедующей церкви и последующей замене пастором «немецких христиан».
В 1938 году Дитце вместе с Адольфом Лампе и Вальтером Ойкеном основал Arbeitsgemeinschaft Erwin von Beckerath, который позже стал Freiburger Kreis. Через эту группу Дитце вступит в прямой контакт с Карлом Фридрихом Гёрделером и Дитрихом Бонхёффером.
После провала заговора 20 июля Дитце был арестован за связь с Гёрделером и Бонхёффером и обвинен в госизмене. Он был заключён в концлагерь Равенсбрюк. Его предстоящему осуждению и смертному приговору помешал только крах Третьего рейха, что сделало его одним из немногих политических заключённых, избежавших казни в тюрьме Плетцензее.

### Послевоенные годы
После возвращения во Фрайбург 17 июня 1945 года, Дитце возобновил преподавание в университете и занимал пост его ректора с 1946 по 1949 год. За это время он основал исследовательское учреждение по сельскохозяйственной политике и социологии, президентом которого был до самой своей смерти.
В 1948 году Дитце получил почетную степень доктора богословия в Гейдельбергском университете за свою приверженность христианскому образу жизни и этике в области экономики. В 1950 году он стал членом консультативного совета при Федеральном министерстве продовольствия, сельского хозяйства и защиты прав потребителей, а с 1955 по 1961 год занимал пост президента Евангелической церкви в Германии. В 1958 и 1961 годах он был награждён Орденом «За заслуги перед Федеративной Республикой Германия». В 1960 году Дитце получил степень доктора сельского хозяйства на сельскохозяйственном факультете Боннского университета. Дитце умер 18 марта 1973 года в возрасте 81 года во Фрайбурге-им-Брайсгау.